# Franz Schönhuber

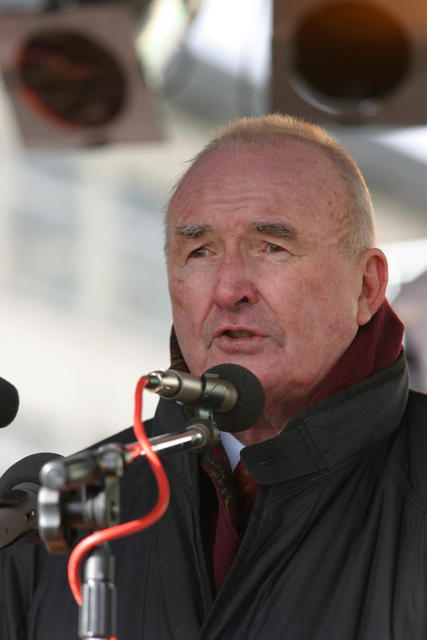
Franz Schönhuber

Franz Xaver Schönhuber (Trostberg, 10 januari 1923 - München, 27 november 2005) was een Duitse journalist en politicus.
In de Tweede Wereldoorlog werd hij lid van de Nationaalsocialistische Duitse Arbeiderspartij alsook van de Waffen-SS en werd aan het front ingezet. Na de oorlog was hij anderhalf jaar krijgsgevangene in Engeland.
In 1974 werd hij lid van de Duitse politieke partij CSU. Vijf jaar later kreeg hij met die partij steeds meer conflicten vanwege zijn nazi-verleden. Toen hij in 1981 het autobiografische boek Ich war dabei (Ik was erbij) schreef, betekende dat het einde van zijn politieke carrière binnen de CSU.
In november 1983 richtte hij met Franz Handlos en Ekkehard Voigt de partij Republikaner op. Maar in 1985 verlieten Handlos en Voigt deze partij vanwege de volgens hen te radicale koers ervan. Van 1989 tot 1994 zat hij in het Europees Parlement.
Franz Schönhuber overleed op 82-jarige leeftijd aan de gevolgen van een longembolie.
- Bibliothèque nationale de France: cb124072549 (data)
- Gemeinsame Normdatei: 118610198
- International Standard Name Identifier: 0000 0000 8148 6006
- Library of Congress Control Number: n82254276
- Nationale Bibliotheek van Israël: 987007395921205171
- Nederlandse Thesaurus van Auteursnamen: 080234003
- Système universitaire de documentation: 033179921
- Virtual International Authority File: 69016638
- WorldCat: E39PBJx4tR8RyTkYJqjjDhB773